# Washingtoni Nemzeti Katedrális
A Washingtoni Nemzeti Katedrális, egyházi nevén Szent Péter- és Pál-székesegyház egy templom Washington DC-ben, az Amerikai Egyesült Államokban. Az ország második, a világ hatodik legnagyobb temploma. Az Episzkopális Egyház, azonbelül pedig a Washingtoni Egyházmegye gondozásában áll. 2009-ben megközelítőleg 400.000 látogatót fogadott. A vasárnapi istentiszteleteken átlagosan 1.667 ember vesz részt, ezzel toronymagasan ez a leglátogatottabb episzkopális templom az Egyesült Államokban. Nagyobb, nemzeti szintű eseményeknek is otthont ad: itt imádkoztak ökumenikusan többek között Barack Obama elnökért, valamint itt tartották a Challenger űrrepülő személyzetének gyászszertartását is.

## Története

### Építés
1792-ben a mostani területtől nem messze kijelöltek egy telket a templom megépítésének, ám ott később a Nemzeti Galéria épült meg. 1891-ben egy nemzeti tanácskozás keretében ismét elővették a templom terveit, így 1893-ban az Episzkopális Egyház garantálta a templom megépítését Kongresszusi jóváhagyással. A templom főépítésze George Frederick Bodley volt, aki az akkori Britannia vezetőépítésze volt. Az építkezés 1907. szeptember 29.-én vette kezdetét, amikor is Theodore Roosevelt elnök lefektette az alapköveket. 1912-ben megnyílt a Betlehem kápolna. Az első világháborút követően a főépítész elhunyt, így egy amerikai társa, Philip Hubert Frohman vette át a munkálatokat. A templom soha nem kapott állami pénzt, mindig is magánadakozásból tartották fenn.

### Főbb események

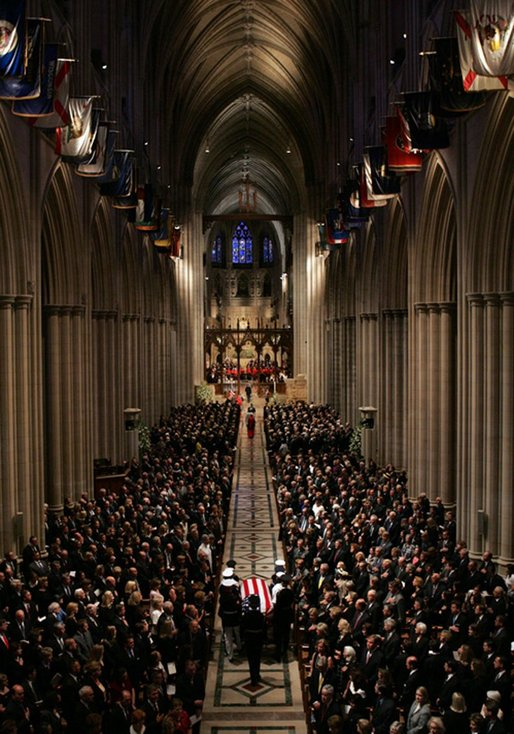
Ronald Reagan elnök temetése 2004-ben

A katedrálisban három elnököt helyeztek örök nyugalomra: Dwight D. Eisenhower, Ronald Reagan és Gerald Ford is itt nyugszik. Nem ide temették, de itt búcsúztatták Warren G. Harding, William Taft, Calvin Coolidge, Harry S Truman, Richard M. Nixon és George H.W. Bush elnököket is. Megválasztásuk másnapján itt imádkoztak Franklin D. Roosevelt, Ronald Reagan, George H.W. Bush, George W. Bush és Barack Obama elnökökért.
További, nagyobb volumenű események:
- Edith Bolling Galt Wilson temetése[6]
- Megemlékezés Eleanor Roosevelt first ladyről[6]
- Megemlékezés a vietnámi háború áldozatairól
- Jeremy Michael Boorda admirális temetése
- Megemlékezés a 2001. szeptember 11-ei terrortámadások áldozatairól
- Különleges szertartás keretében megemlékezés a Virginia Tech mészárlás áldozatairól
- Megemlékezés a NASA asztronautáriól

Martin Luther King tiszteletes halála előtti utolsó istentiszteletét ebben a katedrálisban tartotta. Halála után itt megemlékezést tartottak róla.

### 2011-es földrengés
A 2011-es virginiai földrengés következtében a katedrális súlyos károkat szenvedett. Megsérült számos csúcs, tartóoszlop, vízköpő és faragvány is, de az apszis is komoly károkat szenvedett. A Richter-skála szerinti 5,8-es erősségű földrengés 1944 óta a legnagyobb erejű földmozgás volt az Egyesült Államokban. A helyreállítási munkálatok miatt a templomot 2011. augusztus közepétől november elejéig be kellett zárni. A rekonstrukció költsége 26 millió dollár volt.

## Hitélet
A katedrális közigazgatásilag a Washingtoni Egyházmegyéhez tartozik, bár a mindenkori prímásnak is rendelkezési joga van. Előbbi jelenleg Mariann Egdar Budde (az egyházmegye kilencedik, de első női püspöke), utóbbi pedig Katharine Jefferts Schori. A templom jelenlegi esperese Gary R. Hall, ám rajta kívül még 3 további lelkész teljesít szolgálatot.
Hétköznaponként téli időben napi 4, nyári időben 5 áhítatot tartanak a templomban, ebből egy istentisztelet. Vasárnaptól csütörtökig esténként énekes hálaadás van (Evensong). Vasárnaponként 5 istentiszteletet mutatnak be, amelyből a helyi idő szerint 11:15 órakor kezdődött a katedrális weboldalán élőben lehet figyelemmel kísérni.
A katedrális ideiglenes otthonként szolgál a helyi zsidó és ortodox egyházaknak is. 2005. októberében a helyi metropolita közösségi templom lelkészét itt iktatták be tisztségébe.

## Sírhelyek

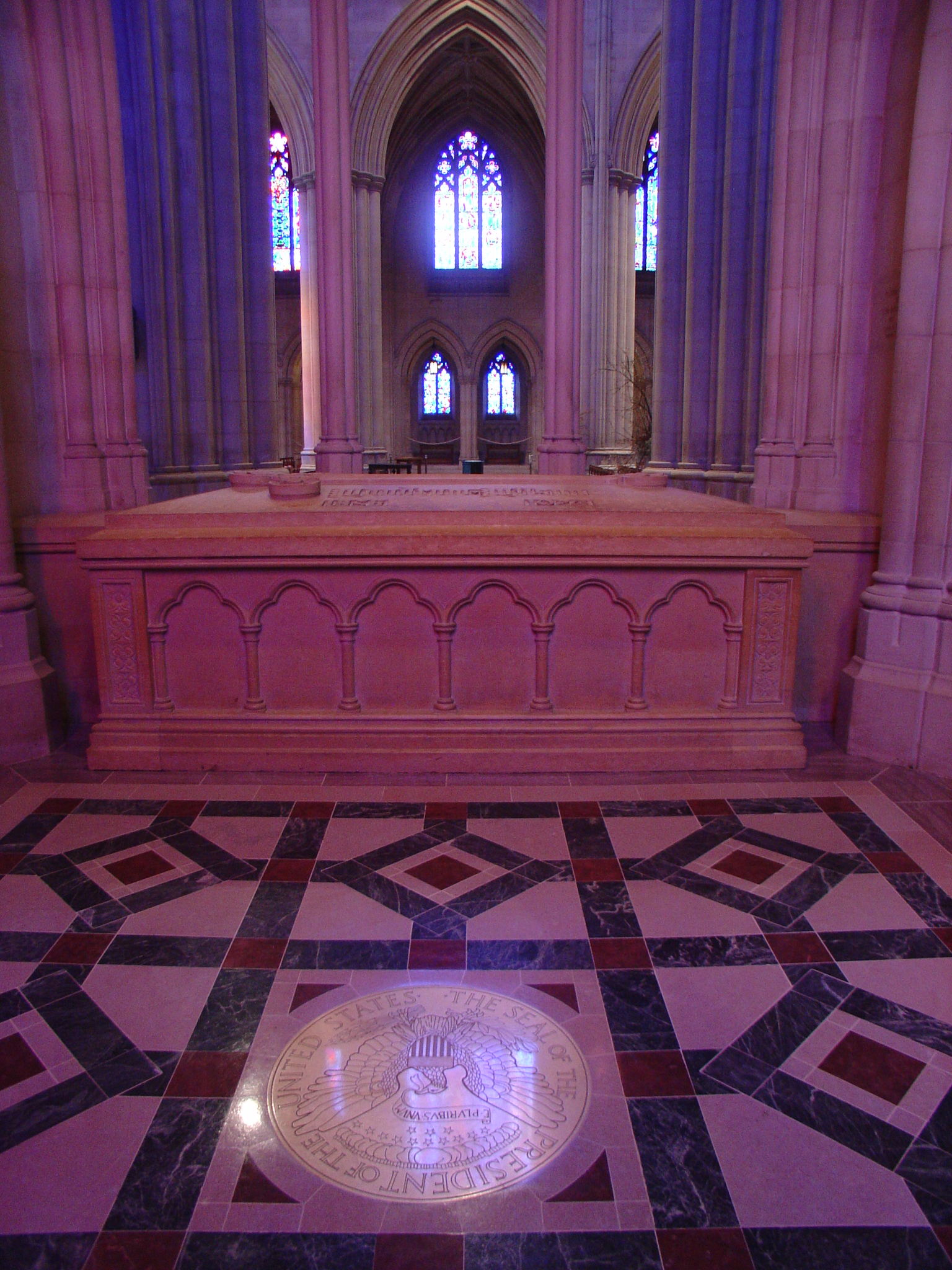
Woodrow Wilson elnök sírja

- Larz Anderson – üzletember, diplomata
- Thomas John Claggett – a Marylandi Egyházmegye első püspöke
- William Forman Creighton – a Washingtoni Egyházmegye ötödik püspöke
- Joseph Edward Davies – diplomata, elnöki tanácsadó
- George Dewey – admirális
- Angus Dun – a Washingtoni Egyházmegye negyedik püspöke
- Philip Frohman – a katedrális főépítésze
- Alfred Harding- a Washingtoni Egyházmegye második püspöke
- Helen Keller hamvai – író, előadó, aktivista. Az első siket és vak, aki főiskolai diplomát szerzett
- A.S. Mike Monroney – szenátor
- Norman Prince – háborús pilóta
- Henry Yates Satterlee – Washington első püspöke
- Francis Bowes Sayre, Jr. – a katedrális főesperese
- Leo Sowerby – zeneszerző, templomi zenész
- Anne Sullivan hamvai – Hellen Keller mentora
- Henry Vaughan – építész
- John Thomas Walker – Washington hatodik püspöke
- Edith Bolling Galt Wilson – Woodrow Wilson elnök második felesége
- Woodrow Wilson – az Egyesült Államok 28. elnöke
- Matthew Shepard – homofób gyűlöletbűncselekmény áldozata

## Ajánlott irodalom
- Marjorie Hunt, The Stone Carvers: Master Craftsmen of Washington National Cathedral (Smithsonian, 1999)
- Step by Step and Stone by Stone: The History of the Washington National Cathedral (WNC, 1990)
- A Guide to the Washington Cathedral (National Cathedral Association, 1945)
- Peter W. Williams, Houses of God: Region, Religion, and Architecture in the United States (Urbana: University of Illinois Press, 1997)